# 山东丰花草
山东丰花草（学名：Borreria shandongensis）为茜草科丰花草属下的一个种。

## 扩展阅读
- 維基物種上的相關：山东丰花草